# Mimeugoa bifasciata
Mimeugoa bifasciata là một loài bướm đêm trong họ Noctuidae.